# Mowana
Mowana is een dorp in het district North-East in Botswana. De plaats telt 481 inwoners (2011).